# Amerotyphlops amoipira
Amerotyphlops amoipira — вид змій родини сліпунів (Typhlopidae). Ендемік Бразилії.

## Поширення і екологія
Amerotyphlops amoipira зустрічаються в бразильських штатах Баїя, Мінас-Жерайс, Алагоас і Сержипі. Вони живуть в сухих тропічних лісах і чагарникових заростях катинги.